# Flierendries
De Flierendries is een helling in de Vlaamse Ardennen nabij Pollare.
De voet van de Flierendries ligt aan de weg naast de Dender.

## Wielrennen
De Flierendries werd in 1985 beklommen in de Ronde van Vlaanderen na de Muur-Kapelmuur en de Bosberg.